# Saint-Donan
Saint-Donan (bret. Sant-Donan) – miejscowość i gmina we Francji, w regionie Bretania, w departamencie Côtes-d’Armor.
Według danych na rok 1990 gminę zamieszkiwało 1278 osób, a gęstość zaludnienia wynosiła 56 osób/km² (wśród 1269 gmin Bretanii Saint-Donan plasuje się na 482. miejscu pod względem liczby ludności, natomiast pod względem powierzchni na miejscu 429.).